# Cultura Portugaliei

## Literatură

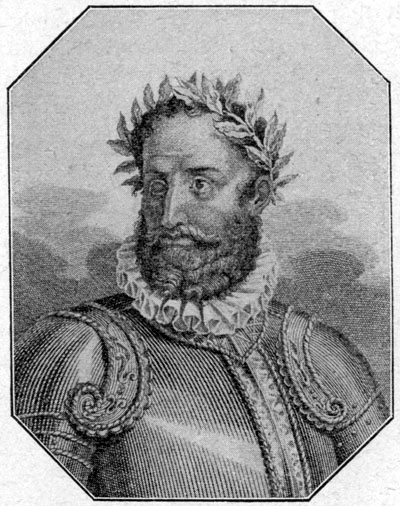
Luís de Camões

Portugalia este uneori denumită ca țara poeților. În literatura portugheză poezia avea totdeauna influență mai puternică decât proza. În Evul Mediu, când a luat ființă națiunea portugheză, în nord-vestul Peninsulei Iberice, a fost răspândită poezia. Au apărut opere lirice. Pe lângă poeții clasici cunoscuți Luís de Camões și Fernando Pessoa, există un număr de artiști mai puțini cunoscuți, care au o influență semnificativă asupra literaturii portugheze moderne.
Proză s-a dezvoltat mai târziu ca poezia și a apărut mai întâi în secolul al XIV-lea, în formă de cronici sau descrieri a vieții sfinților. Cel mai faimos reprezentant este Fernão Lopes. El a scris o cronică a trei regi din timpul său. Pentru el, precizia reprezentării și un portret plin de viață erau cele mai importante. Pe plan internațional, cel mai bine cunoscut este literatura modernă portugheză, mai ales prin lucrările lui José Maria Eca de Queiroz și prin Premiul Nobel pentru Literatură în 1998, José Saramago.
Femeile sunt, de asemenea, considerate, printre cei mai importanți scriitorii contemporani din țară, menționând aici în mod deosebit pe Lídia Jorge și Agustina Bessa-Luís. Printre tinerii autori a reușit să-și facă un nume Valter Hugo Mãe.

## Muzică
Informații suplimentare: Fado

„Regina Fado“, Amália Rodrigues

Fado este numele celui mai important gen de muzică în Portugalia. Această muzică este melancolică, strâns legată de Saudade (dor), și este probabil rezultată prin amestecarea melodiilor de navigatorii portughezi cu ritmurile sclavilor africani. Se disting două forme de stil, și anume, unul variat, mai popular, fado de Lisabona, și altul academic, cântat doar de bărbați, fado de Coimbra. O cunoscută compoziție fado pe plan internațional este April in Portugal, o versiune în limba engleză a cântecului Coimbra de Raul Ferrão. Amália Rodrigues a fost cea mai importantă artistă fado. Printre tinerii de cântăreți de succes sunt Mariza, Camané sau Ana Moura. În fostele colonii ale Portugaliei, fado a continuat să se răspândească, evoluând în Capul Verde prin genul muzical morna de către cântăreața Cesaria Evora iar în Brazilia stilul choro.

## Dans
În sfera artei dansului Portugalia a avut succes la începutul anilor 1990, iar împreună cu Rusia printre cele mai importante țări din Europa în acest domeniu. Numeroși dansatori și coregrafi au putut obține faima în întreaga Europă sau în întreaga lume: Rui Horta, João Fiadeiro, Clara Andermatt. Adesea au fost introduse forme moderne și inovatoare, dezvoltând noi stiluri. Portugalia este implicată în mod regulat la formarea tinerilor dansatori. Cultura dansului în Portugalia este denumită ca Nova Dança Portuguesa.

## Arhitectură
Stilurile arhitecturale cuprind aproape toate perioadele din istoria artei europene. Mănăstiri, biserici, cetăți, palate și instituții guvernamentale au fost adesea construite după stiluri predominante europene spre exemplu gotic sau neoclasic. Arhitectul Álvaro Siza Vieira obține Premiul Pritzker, ca și compatriotul său Eduardo Souto de Moura. Alți arhitecți binecunoscuți au fost sau sunt Raoul Mesnier du Ponsard, Miguel Ventura Terra, Tomas Taveira.
În ce privește decorarea construcțiilor, Portugaliei i se datorează în principal stilul manuelin și azulejo, o notă proprie și națională.

## Festivaluri populare
În luna iunie au loc în toată Portugalia festivaluri în cinstea celor trei sfinți (Santos Populares). Acești trei sfinți sunt Antonius, João și Petrus. Se sărbătorește cu vin, água-pé (must), pâine tradițională cu sardine, parade stradale și dansuri, nunți, foc și focuri de artificii precum și multă bună dispoziție.
Santo António se sărbătorește în noaptea de 12 spre 13 iunie, în special în Lisabona (unde acest sfânt s-a născut și a trăit), unde are loc un gen de carnaval de stradă (Marchas Populares). În aceste zile au loc nunți, Casamentos de Santo António. Cel mai popular sfânt este São João (Sfântul Ioan), pentru care, de Nașterea Sfântului Ioan Botezătorul, se sărbătorește în special în Porto și Braga, unde există sardine și Caldo Verde (o supă tradițională). În onoarea lui São Pedro (Sfântul Petru) se sărbătorește pe 28 și 29 iunie, în special în Póvoa de Varzim și Barcelos, unde aceste festivaluri sunt dedicate mării. Totodată au loc focuri (fogeiras) și un carnaval pe străzi.